# Автономное действие
«Автономное действие» (АД) — российская общественная организация, позиционирующая себя как анархо-коммунистическое объединение. Организация провозглашает реализацию либертарного коммунизма, основанного на таких принципах, как прямая демократия, общественное самоуправление и федерализм. Объединение существует в странах бывшего СССР, преимущественно в России.

## Краткое описание
На официальном сайте организации сообщается, что «Автономное действие» существует с января 2002 года. 25—27 января 2002 года в Нижнем Новгороде прошёл 1-й Учредительный съезд движения.
Основные принципы, объединяющие участников организации:
1. антиавторитаризм,
2. антикапитализм,
3. антифашизм, антинационализм,
4. антибольшевизм,
5. самоуправление,
6. антимилитаризм,
7. экологизм,
8. антисексизм,
9. новая гуманистическая культура,
10. секуляризм,
11. антиклерикализм[1].

Активисты «Автономного действия» именуют себя автономами, а свою борьбу автономной по той причине, что действуют самостоятельно, независимо от государственной бюрократической системы, создавая собственную номенклатуру.
АД предлагает создание системы народного самоуправления — федерации свободных индивидов, групп, общин, регионов и стран. По мнению активистов «Автономного действия», органами координации между этими группами могут являться независимые Советы или другие институты общественного самоуправления, формируемые общими собраниями снизу на принципах делегирования с правом немедленного отзыва делегатов.
По мнению АД, в настоящее время, в контексте современной ситуации в стране и в мире, необходима выработка качественно новой стратегии, отвечающей сегодняшним актуальным условиям жизни.
Основные печатные проекты «Автономного действия» — журнал «Автоном» и газета «Ситуация». В 2004 году участниками организации был основан проект Antijob.

## Расколы

### Революционное действие
Весной 2010 года из АД вышла белорусская ячейка. Она выделилась в отдельную организацию — «Революционное действие» (бел. Рэвалюцыйнае дзеянне).

### Автономное Действие (Социал-Революционное)
В августе 2013 года на XII съезде «Автономного действия» случился внутриорганизационный конфликт, переросший в раскол организации. Несколько месяцев в России действовали две организации, носящие название «Автономное действие» и стоящие на сходных либертарно-коммунистических позициях. Однако 27 октября 2013 года отколовшаяся часть участников приняла название «Автономное Действие (Социал-Революционное)» (АДСР) (позднее данная организация была переименована в «Народную самооборону»).
В настоящее время «Автономное действие» позиционирует себя как «либертарная медиа-группа» и ставит своей целью продвижение либертарной и анархической альтернативы посредством создания качественных и современных новостных и аналитических ресурсов.

## Печатные издания
Журнал «Автоном» — центральное издание организации
Газета «Ситуация»
Газета «Самоопределение» — внутренняя газета
Листовка «Дезертир» — регулярная антимилитаристская листовка
Листовка «Радикальный лентяй» — листовка с критикой эксплуатации и института наёмного труда
Листовка «Фастфуд»
«Мать порядка» — краснодарское региональное издание
«Вестник свободы» — казанское региональное издание
«Голос свободы» — кировское региональное издание
«Ультиматум» — ярославское региональное издание
«ПетрогрАДец» — петербуржское региональное издание
«Шелеховский рабочий» — шелеховская городская газета
«Вольная Сибирь» — иркутское региональная газета
«Красное и чёрное»

## Известные участники
- Анастасия Бабурова[10]
- Антти Раутиайнен[11][12]
- Пётр Рябов[13][14][15]
- Вадим Курылёв